# Trip salon un.
trip salon un.（トリップサロンアン）は、日本の東京都港区に本社を置く株式会社un.の訪問美容サービスである。
高齢者、障がい者、疾病療養中の人々など、サロンへの来店が困難な人を対象に、自宅や介護施設、病院などを訪問して美容サービスを提供している。また、訪問美容師の育成スクール「TRIP SCHOOL.」の運営も行っている。2012年に設立され、関東地方（東京都、神奈川県、千葉県、埼玉県、茨城県）を中心にサービスを提供している。全国紙や主要テレビ番組でも紹介され、関東を中心に活動する訪問美容会社の一つである。

## 沿革
- 2012年 - 株式会社un.を設立。訪問美容サービス「trip salon un.」を開始。
- 2015年 - 訪問美容師育成スクール「TRIP SCHOOL.」を開校。
- 2016年 - 高齢者住宅新聞など主要メディアで事業が紹介される[4]。
- 2020年 - 新型コロナウイルス感染症（COVID-19）拡大により、訪問美容の需要が増加。全国紙やテレビ番組に取り上げられる。
- 2022年以降 - 大手メディアへの出演・掲載が増加し、訪問美容分野における社会的認知を高める。

## 事業内容

### 訪問美容サービス
訪問美容サービスは、ターゲット層に応じて2つのブランドに分かれて展開されている。
- trip salon un.（アン）

高齢者、障がい者、疾病療養中の成人を対象に、自宅、介護施設、病院等を訪問して美容施術を提供する。サービス内容はヘアカット、シャンプー、カラーリング、パーマ、ヘアセット、ネイル、着付けなど多岐にわたる。
- Liun.（リアン）

重心障がい者（児）や障がい児、発達障がい児、産前産後、育児中の方を対象としたこども、ママのための訪問美容ブランド。在宅療養中のこどもに対して、体調や心理面に配慮しながらヘアカットやシャンプーなどのサービスを提供する。

### 訪問美容師育成スクール
2015年に訪問美容師を専門に育成する教育機関「TRIP SCHOOL.」を開校。現役の美容師に対して、在宅・施設環境での施術技術や接遇マナー、衛生管理などを指導している。

## 特徴
対象者別にブランドを分け、大人向けには「trip salon un.」、小児・ママ向けには「Liun.」を展開している点が挙げられる。こども、ママに特化した訪問美容サービスを提供する事業者は国内では少ない。
2015年に開校した訪問美容師育成スクール「TRIP SCHOOL.」を通じて、在宅施術に特化した美容師の人材育成にも取り組んでいる。
メディアへの露出も多く、NHK、TBS、読売新聞、産経新聞などの主要メディアにたびたび取り上げられており、訪問美容サービスにおける社会的認知の向上に寄与している。

## 社会的評価
株式会社un.および同社が運営する訪問美容サービスは、複数のメディアで紹介されている。
テレビでは、NHK、『ドキュメント72時間』、TBS『あさチャン!』『Nスタ』、テレビ東京『ワールドビジネスサテライト』などに出演。新聞では、朝日新聞、読売新聞、産経新聞、日経新聞など全国紙にも取り上げられている

また、高齢者住宅新聞やHAIR MODE、エルダリープレスなどの業界紙・専門誌にも紹介され、訪問美容分野における社会的認知向上に寄与していると評価されている。
新型コロナウイルス感染症（COVID-19）拡大に伴い、外出困難な高齢者や患者への在宅美容ニーズが高まる中で、訪問美容サービスの重要性が再認識される動きにも貢献したとされる